# Kouider Berkane
 (novembre 2012).
Si vous disposez d'ouvrages ou d'articles de référence ou si vous connaissez des sites web de qualité traitant du thème abordé ici, merci de compléter l'article en donnant les références utiles à sa vérifiabilité et en les liant à la section « Notes et références ».
Kouider Berkane-Krachaï, né à Oran le 15 décembre 1957, est un violoniste et un chef d'orchestre algérien.

## Biographie
Adolescent, il intègre la chorale du lycée. Il joue d'abord de la guitare que lui prête souvent son cousin. Il découvre le violon à El-Hamri où il réside.
Kouider Berkane-Krachaï répète à cette époque dans le local de l’orchestre Azhar, à Saint-Pierre. Alors de passage, Saïm El-Hadj et Nadji Noureddine l'entendent jouer et sont impressionnés. Ils le convoquent pour un test à la radio que doit superviser Ahmed Wahby. Le grand maître est séduit par sa prestation et lui confesse qu'il a plus de dispositions que bon nombre de musiciens faisant partie de son orchestre[réf. nécessaire].
En 1976, il intègre, en qualité de salarié, l’orchestre de Blaoui Houari. Il apprend également aux côtés de Zoubir Rahal. Il fait partie de l’orchestre de la Radiodiffusion télévision algérienne (RTA) jusqu’à sa dissolution inattendue en 1988. Les éléments de l’orchestre sont alors laissés seuls et les productions à la RTA au cachet deviennent de plus en plus rares. Kouider Berkane-Krachaï s'installe ultérieurement[Quand ?] en France. Il travaille avec des chanteurs de raï tels que Khaled et Cheb Mami. Il vend également ses services à des vedettes occidentales telles que Michel Sardou, Gipsy Kings et Les Rita Mitsouko. En 2004, il crée l’orchestre de la wilaya d'Oran qui sera dissous avec le départ du promoteur du projet. Aujourd’hui, il fait constamment la navette entre la France et l’Algérie.

## Œuvre et collaborations
Sa première collaboration se fait avec Khaled en 1978 pour enregistrer son premier titre Trigue Lycée, un 45 tours. Le violon joue alors un rôle majeur dans l’orchestre raï. Entre 1983 et 1985, il compose pour Khaled des chansons comme Tal àadabi ou Les Ailes, ce qui lui permet d'apparaître à la télévision pour la première fois.
Il réalise pour Cheb Mami l’album Manzewedjchi, produit en 1985. Il continue à travailler avec lui, notamment dans les arrangements de certains tubes comme Bakhta, Le Raï c'est Chic.
Il travaille également avec Lounis Aït Menguellet pendant des mois, suivant l'idée de son manager Salah Bekka qui voulait intégrer le violon dans la musique de Lounis. Celui-ci est très satisfait et considère le violon comme un plus pour sa musique[réf. nécessaire].
Pour le 50e anniversaire de l'indépendance de l'Algérie, Kouider Berkane a composé une chanson intitulée Heda Hèlmi wa Hèda Hèlmek, écrite par le journaliste et le poète Slimane Djouadi.